# Jean-Baptiste de Montyon
Antoine-Jean-Baptiste-Robert Auget de Montyon (eller Monthyon), född den 23 december 1733 i Paris, död där den 29 december 1820, var en fransk baron och mecenat.
Montyon var kunglig intendent, conseiller d'état och blev 1780 kansler hos greven av Artois. Efter revolutionens utbrott (1789) vistades han i England ända till bourbonernas återkomst (1814). Montyon stiftade sedan 1782 åtskilliga pris för utgivna nyttiga arbeten, att utdelas av Franska akademien och av Franska vetenskapsakademien (kända som Prix Montyon), samt 1783 det årligen av Franska akademien utdelade så kallade montyonska dygdepriset, till belöning för en dygdig handling av en obemedlad fransman. Efter bourbonska restaurationen återupplivade och tillökade han dessa donationer, som hade blivit tillintetgjorda under nationalkonventets dagar (1792–1795).